# Onthophagus tridentitibialis
Onthophagus tridentitibialis là một loài bọ cánh cứng trong họ Bọ hung (Scarabaeidae).